# Elezioni parlamentari in Corea del Nord del 1990
Le elezioni parlamentari in Corea del Nord del 1990 si tennero il 22 aprile per il rinnovo dell'Assemblea popolare suprema. Venne presentato un solo candidato in ciascuna circoscrizione, con tutti i candidati selezionati dal Partito del Lavoro di Corea, sebbene alcuni parteciparono sotto il simbolo di altri partiti o di altre organizzazioni statali per dare un'apparenza di democrazia.
L'affluenza alle urne dichiarata fu del 99,8%, con il 100% dei voti a favore dei candidati presentati.
Il 2,9% degli eletti (coincidenti con i candidati) aveva meno di 35 anni, il 56,8% tra i 36 e i 55 anni e il 40,3% più di 55 anni. Tra gli eletti vi furono Kim Il-sung e Kim Jong-il.
La prima sessione riguardò la formazione della Commissione Nazionale di Difesa (ora diventata Commissione per gli Affari di Stato) e l'obiettivo dichiarato era "Portiamo in pieno funzionamento i vantaggi del socialismo nel nostro paese".

## Risultati
| Coalizione                                            | Liste     | Liste                              | Voti | %    | Seggi |
| ----------------------------------------------------- | --------- | ---------------------------------- | ---- | ---- | ----- |
| Fronte Democratico per la Riunificazione della Patria |           | Partito del Lavoro di Corea        |      | 100  | 601   |
| Fronte Democratico per la Riunificazione della Patria |           | Partito Socialdemocratico di Corea |      | 100  | 51    |
| Fronte Democratico per la Riunificazione della Patria |           | Partito Chondoista Chongu          |      | 100  | 22    |
| Fronte Democratico per la Riunificazione della Patria |           | Chongryon                          |      | 100  | 13    |
| Totale                                                | Totale    | Totale                             |      | 100  | 687   |
| Affluenza                                             | Affluenza | Affluenza                          |      | 99,8 |       |
| Fonte:                                                |           |                                    |      |      |       |